# Musée des Beaux-Arts (Lione)
Il musée des Beaux-Arts di Lione è il principale museo della città ed uno dei più importanti del paese. Aperto dal 1801 - uno dei primi dopo il Louvre, il museo presenta collezioni di pittura, scultura, arte antica (egiziana, greca, romana, etrusca e orientale), oggetti d'arte, medaglie e monete, disegni e stampe. Occupa l'antico palais Saint-Pierre (palazzo San Pietro), un ex convento del Seicento-Settecento al centro della città, sulla place des Terreaux. Perciò certe sale del museo hanno ancora la decorazione d'origine, come il refettorio barocco o la cappella.

## Collezione

### Pittura
La collezione di pittura, di circa 700 opere, occupa 35 sale del museo e presenta in ordine cronologico un panorama completo della pittura occidentale dal Trecento fino agli anni ottanta. La creazione artistica posteriore al 1980 è presentata nel Museo d'arte contemporanea di Lione.
Il Seicento, l'Ottocento e la prima metà del Novecento sono i punti forti della collezione. Il percorso è soltanto cronologico e le diverse scuole non sono esposte separatamente come al Louvre o al Metropolitan Museum; pertanto si può distinguere:
- la pittura italiana fino all'Ottocento, con opere di Perugino, Lorenzo Costa, Correggio, Paolo Veronese, Tintoretto, Guido Reni, Pietro da Cortona, Domenichino, Guercino, Salvator Rosa, Mattia Preti, Luca Giordano, Canaletto, Guardi, Giandomenico Tiepolo;
- la pittura francese fino all'Ottocento, con dipinti di Simon Vouet, Nicolas Poussin, Charles Le Brun, Philippe de Champaigne, Eustache Le Sueur, Hyacinthe Rigaud, François Boucher, Jean-Baptiste Greuze, Claude Joseph Vernet, Thomas Blanchet...
- la pittura spagnola fino all'Ottocento, con opere di Antonio de Pereda, Jusepe de Ribera, El Greco, Francisco de Zurbarán...
- la pittura olandese, fiamminga e tedesca fino all'Ottocento, con quadri di Lucas Cranach il vecchio, Gerard David, Joos van Cleve, Quentin Metsys, Jan Brueghel il Vecchio, Rembrandt (Lapidazione di Santo Stefano, il suo primo quadro), Rubens, Van Dyck, Jacob Jordaens, David Teniers il Giovane, Gerard ter Borch, Adriaen Brouwer, Frans Snyders, Jan van Goyen, Salomon van Ruysdael, Aelbrecht Bouts...
- la pittura dell'Ottocento (soprattutto francese), uno dei punti forti della collezione, con opere di Ingres, Géricault, Delacroix, Courbet, Corot, Daumier, Manet, Morisot, Monet, Sisley, Pissarro, Degas, Gauguin, Van Gogh, Cézanne, Renoir, Gustave Moreau e Redon.
- La pittura del Novecento europeo è molto bene rappresentata, con dipinti di Édouard Vuillard, Pierre Bonnard, Georges Rouault, Matisse, André Derain, Maurice de Vlaminck, Braque, Pablo Picasso, Fernand Léger, Gino Severini, Joan Miró, Giorgio de Chirico, Max Ernst, Kees Van Dongen, Maurice Utrillo, Maurice Denis, Raoul Dufy, Albert Marquet, Modigliani, Nicolas de Staël, Marc Chagall, Alexei von Jawlensky, Francis Bacon, Jean Dubuffet...

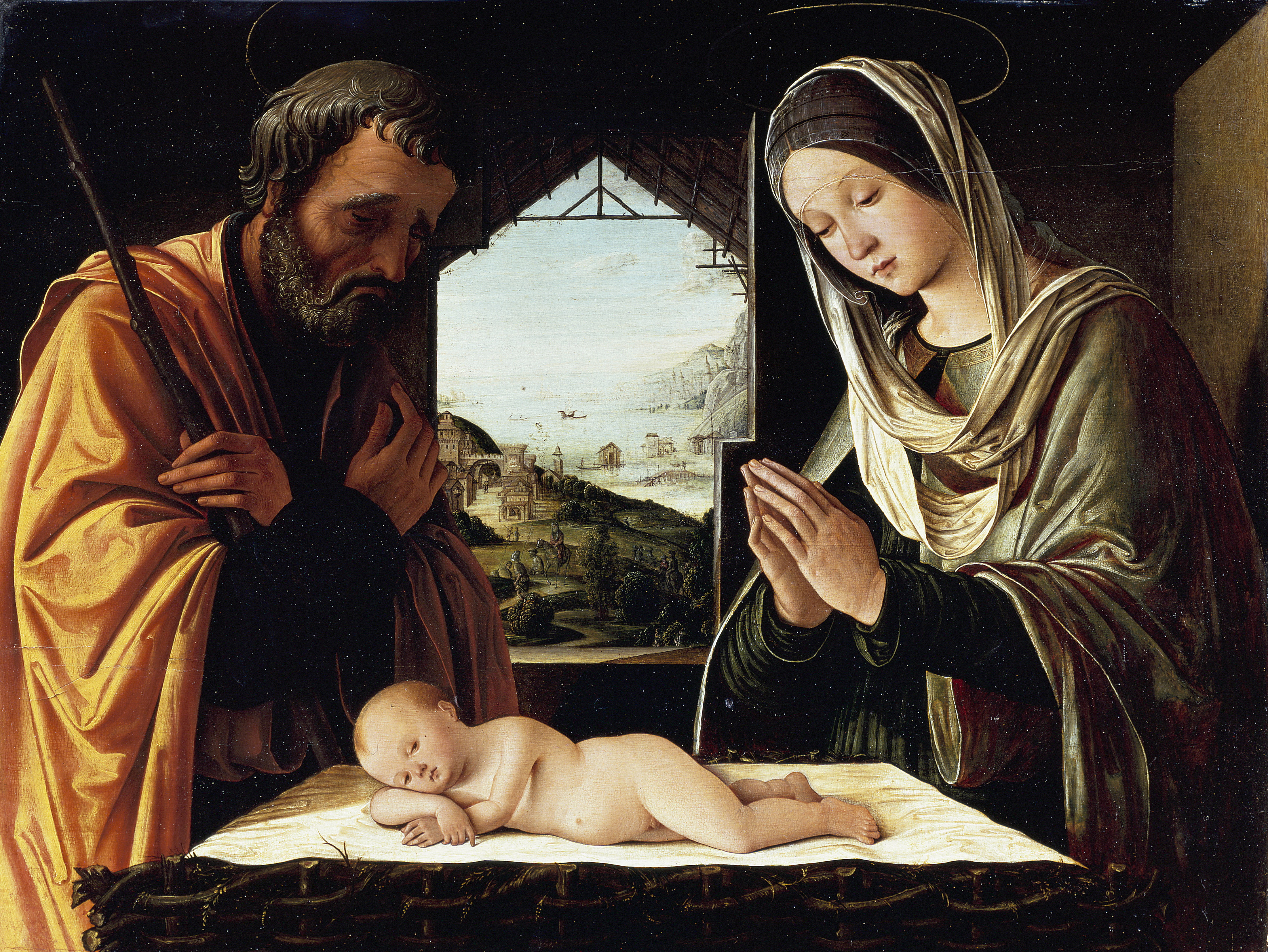
Adorazione del Bambino, Lorenzo Costa (circa 1490)
Madonna col bambino circondata da angeli, Quentin Metsys (circa 1509)
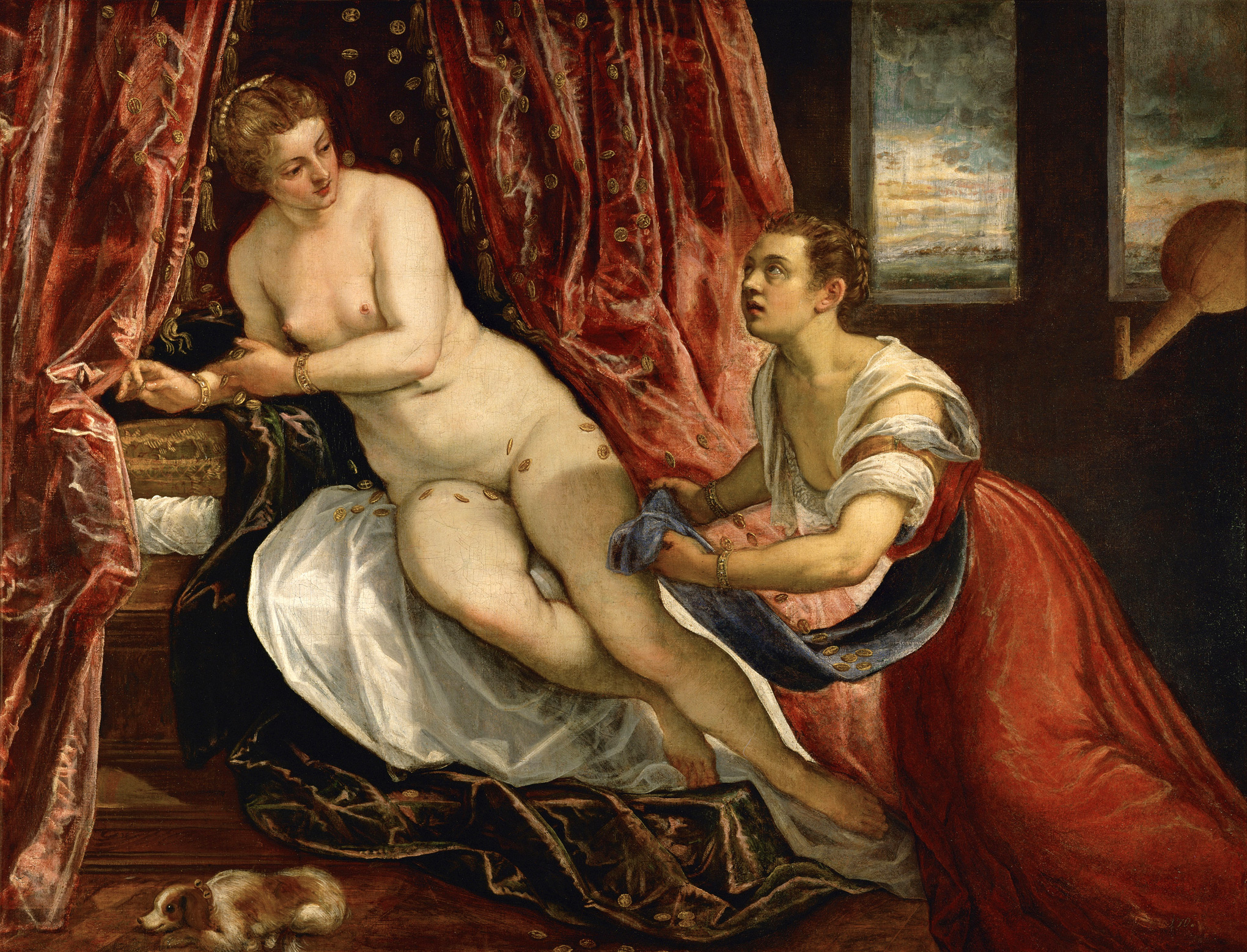
Danae, Tintoretto, circa 1570
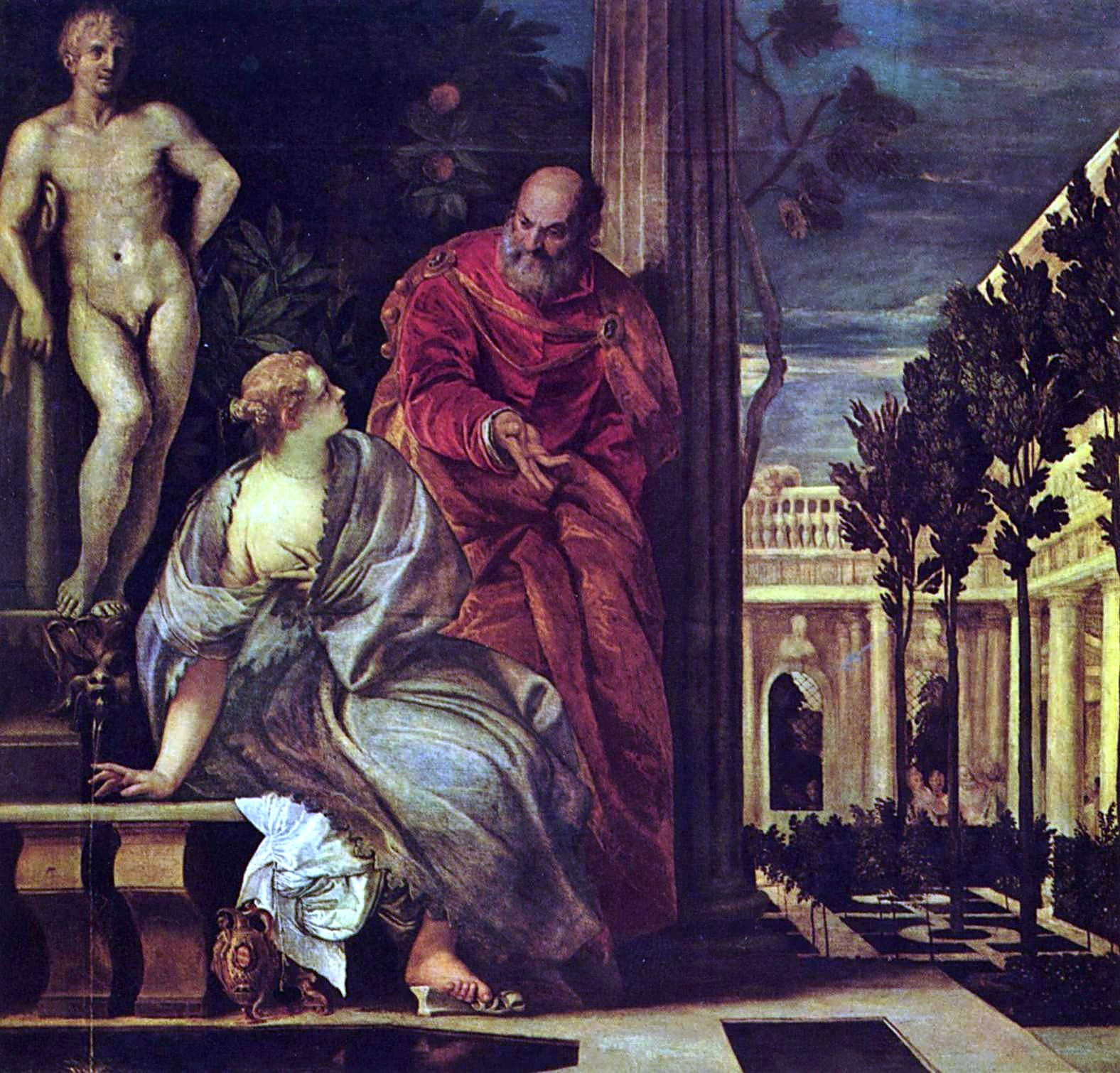
Betsabea al bagno, Paolo Veronese, circa 1575
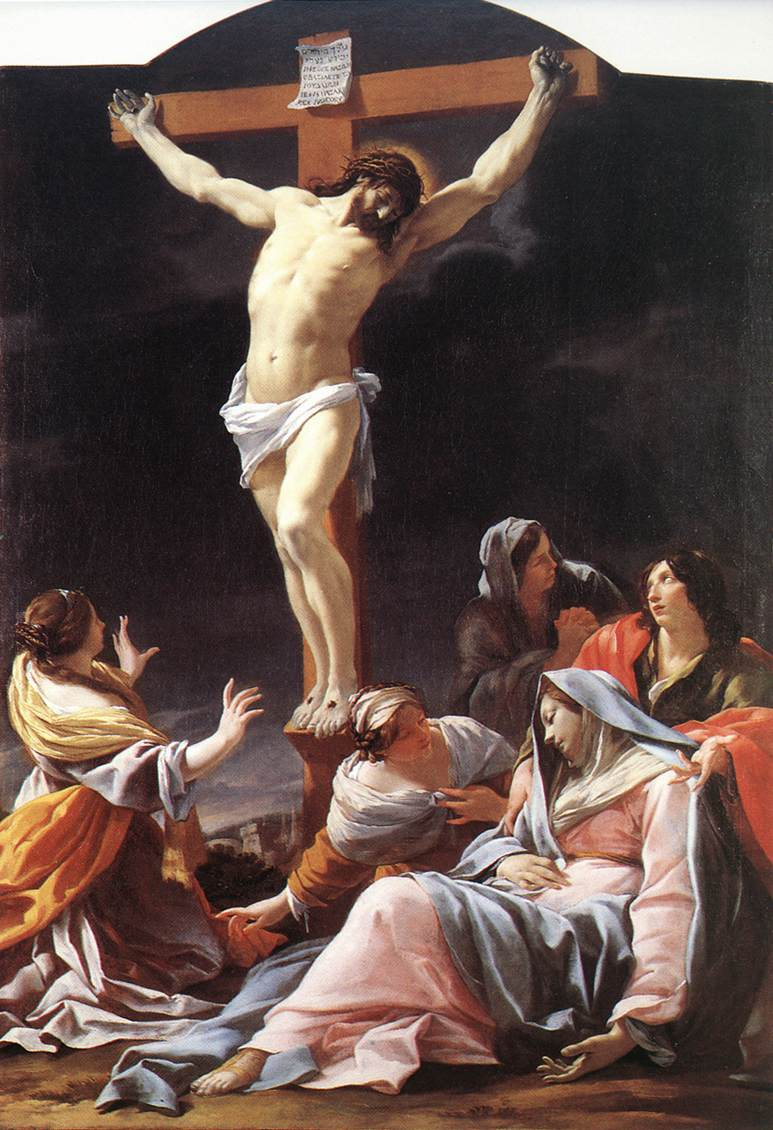
La Crucifissione, Simon Vouet, circa 1636-37
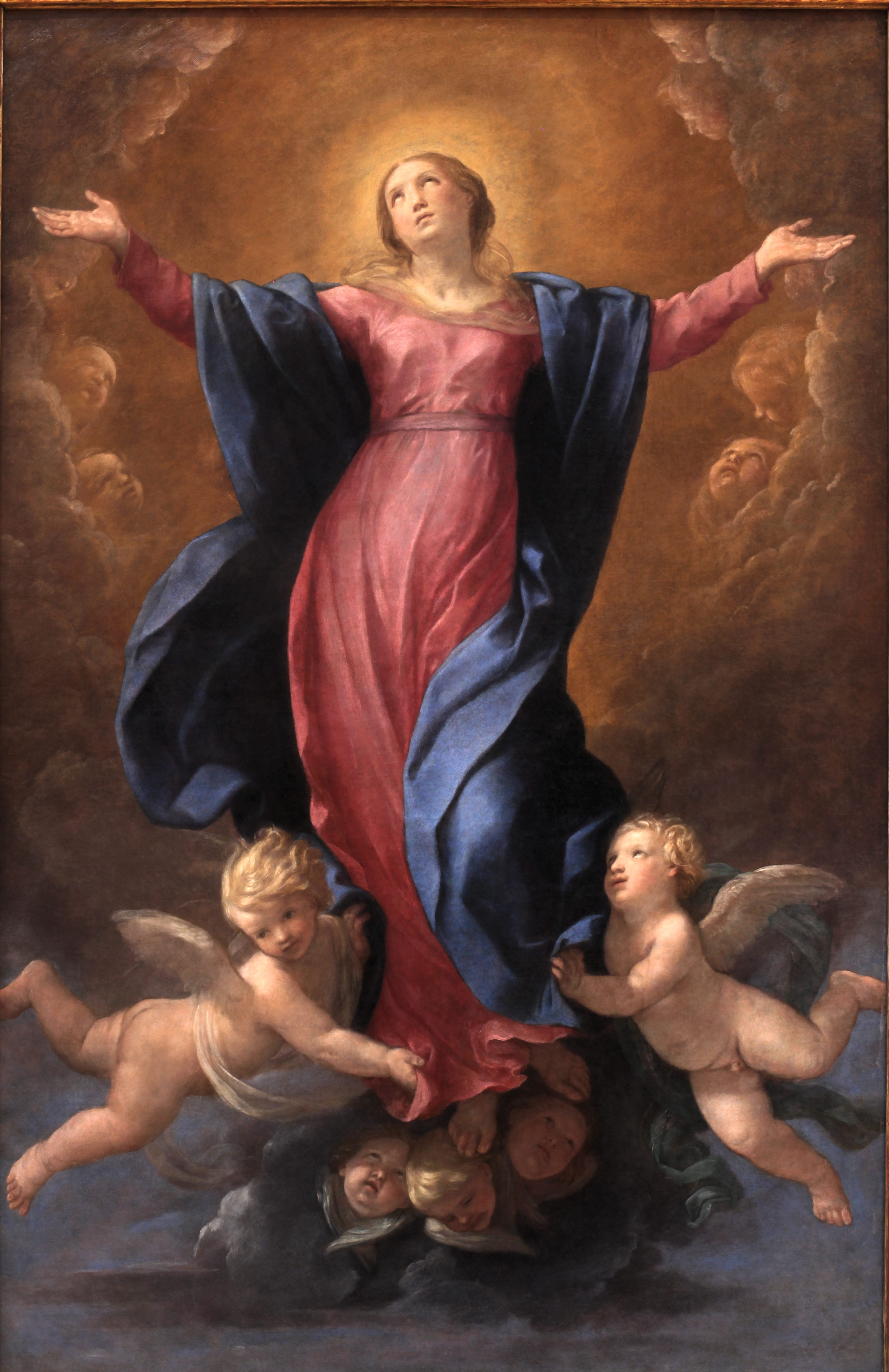
L'Assunzione di Maria, Guido Reni, 1637
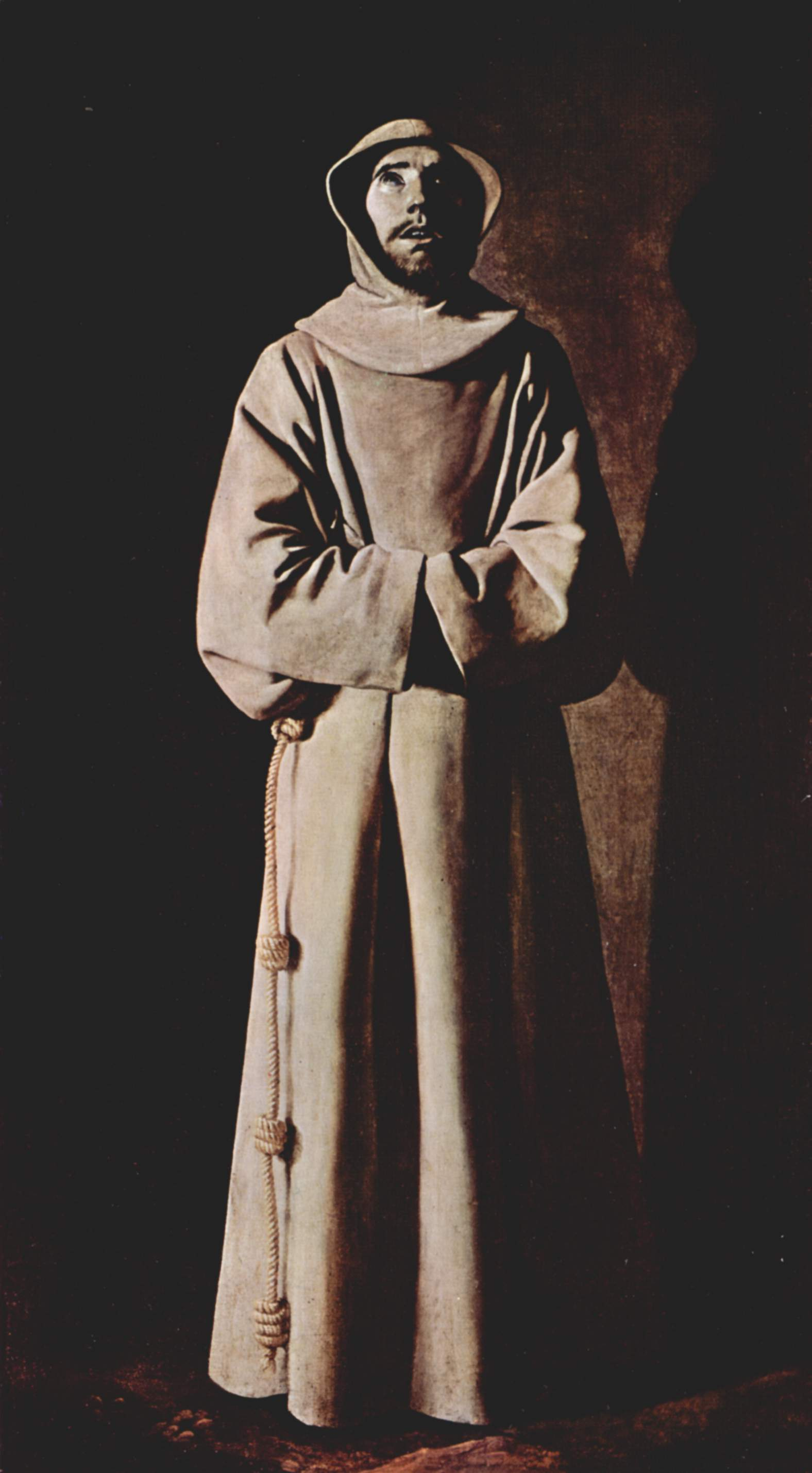
San Francesco d'Assisi, Francisco de Zurbarán, circa 1645
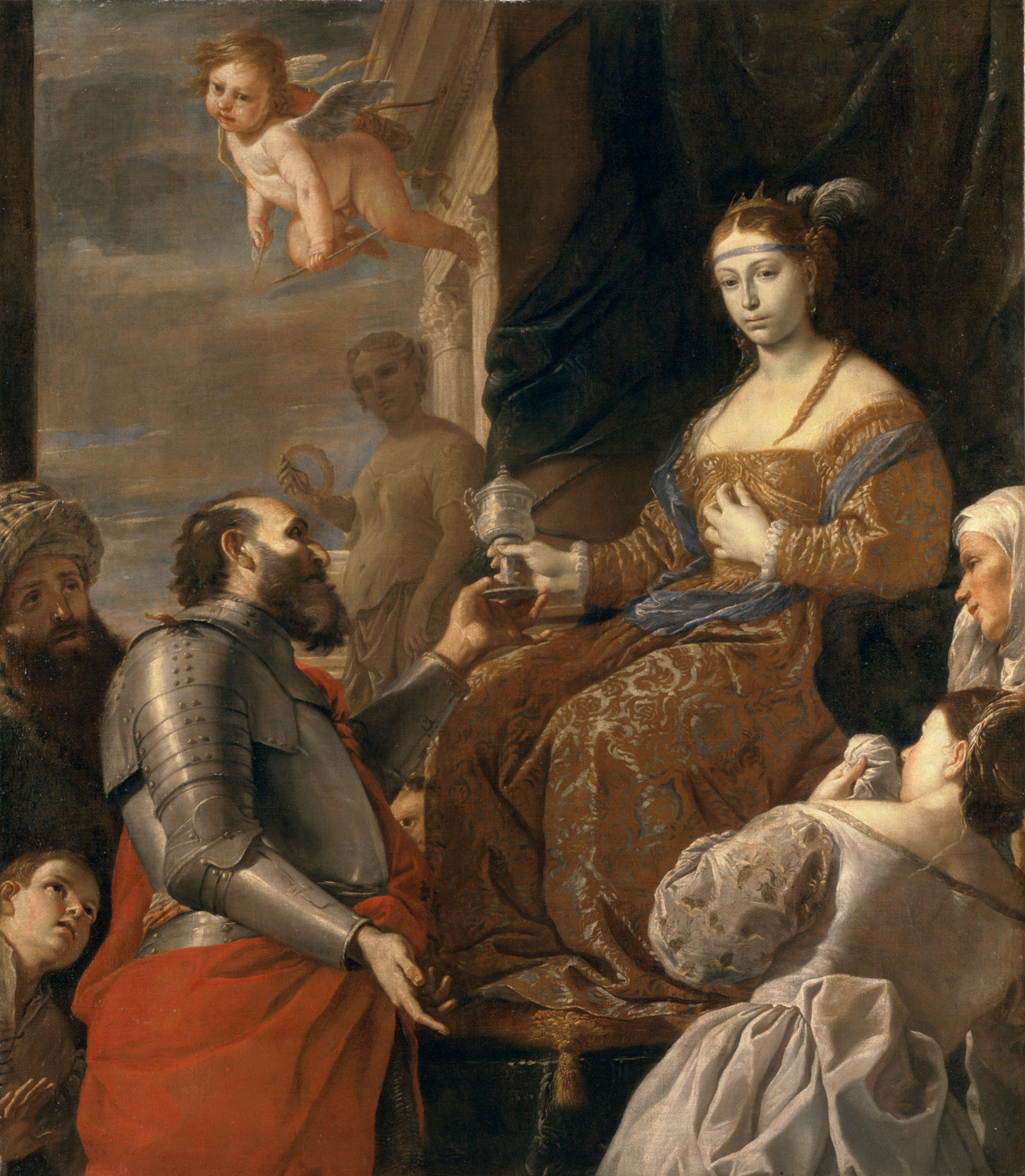
La morte di Sofonisba, Mattia Preti, circa 1660-1670
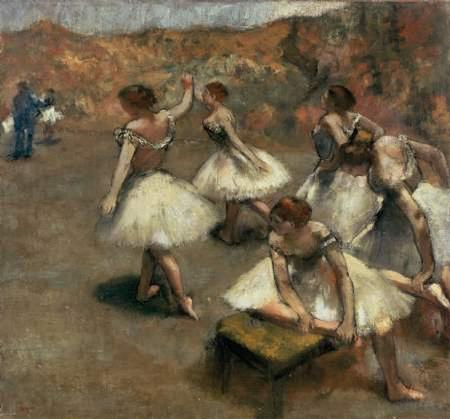
Ballerine sul palco, Edgar Degas, circa 1889
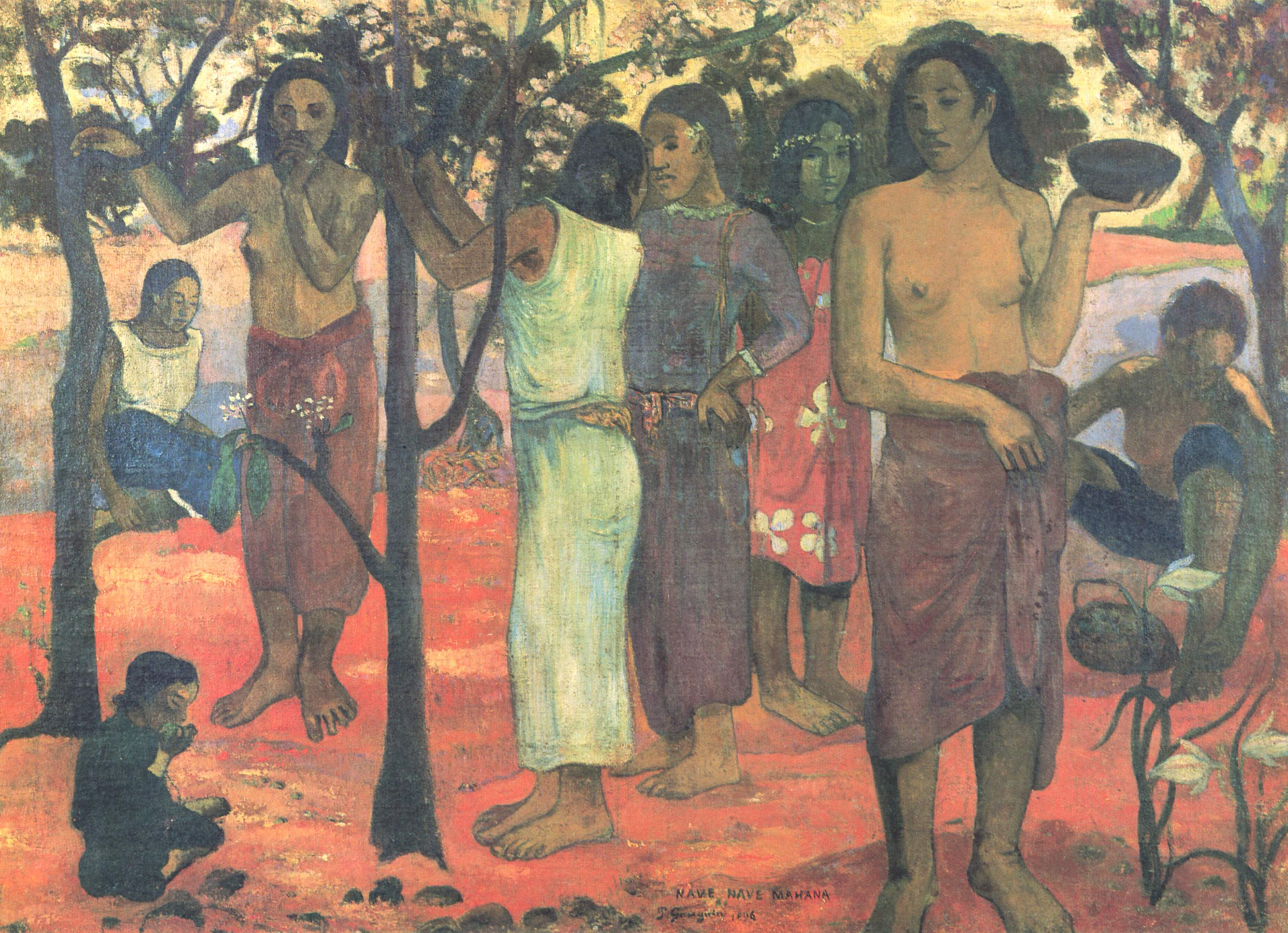
Nave nave mahana, Paul Gauguin (1896)
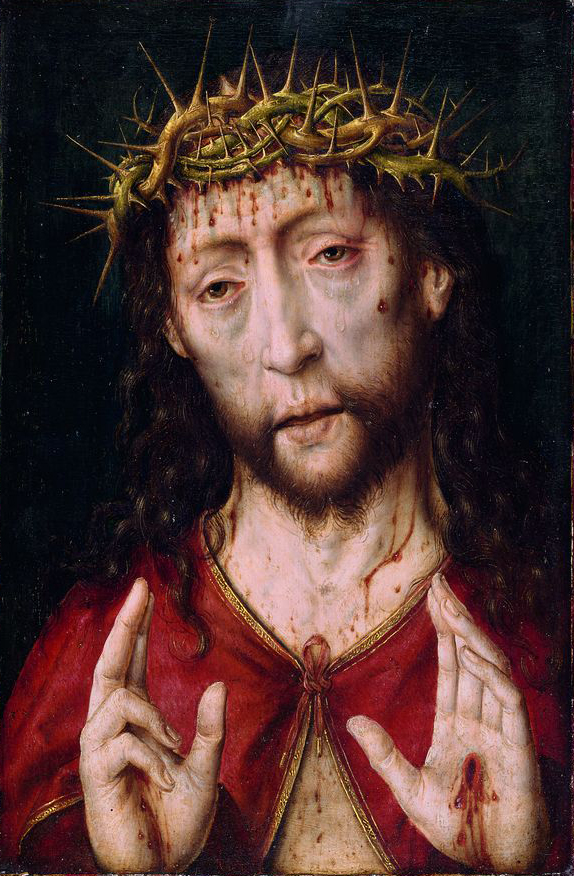
Testa di Cristo coronata di spine, Aelbrecht Bouts, circa 1500

### Scultura
La collezione è presentata nel giardino del museo (l'antico chiostro dell'abbazia) e nella cappella per la scultura dall'Ottocento in poi e nelle sale del primo piano per le opere più antiche. Il reparto di sculture possiede circa 1300 opere. Tra quelle esposte si possono notare sculture di Mino da Fiesole, numerose opere di scuole italiane del Quattrocento e del Cinquecento (scuola del Verrocchio, di Della Robbia, di Donatello, di Michelangelo), sculture di Antoine Coysevox, di Antonio Canova, Jean-Baptiste Carpeaux, Auguste Bartholdi, Auguste Rodin (con una delle più grandi raccolte delle sue opere), Antoine Bourdelle, Pierre Auguste Renoir, Ossip Zadkine, Amedeo Modigliani, Pablo Picasso, Henri Laurens, Arman.

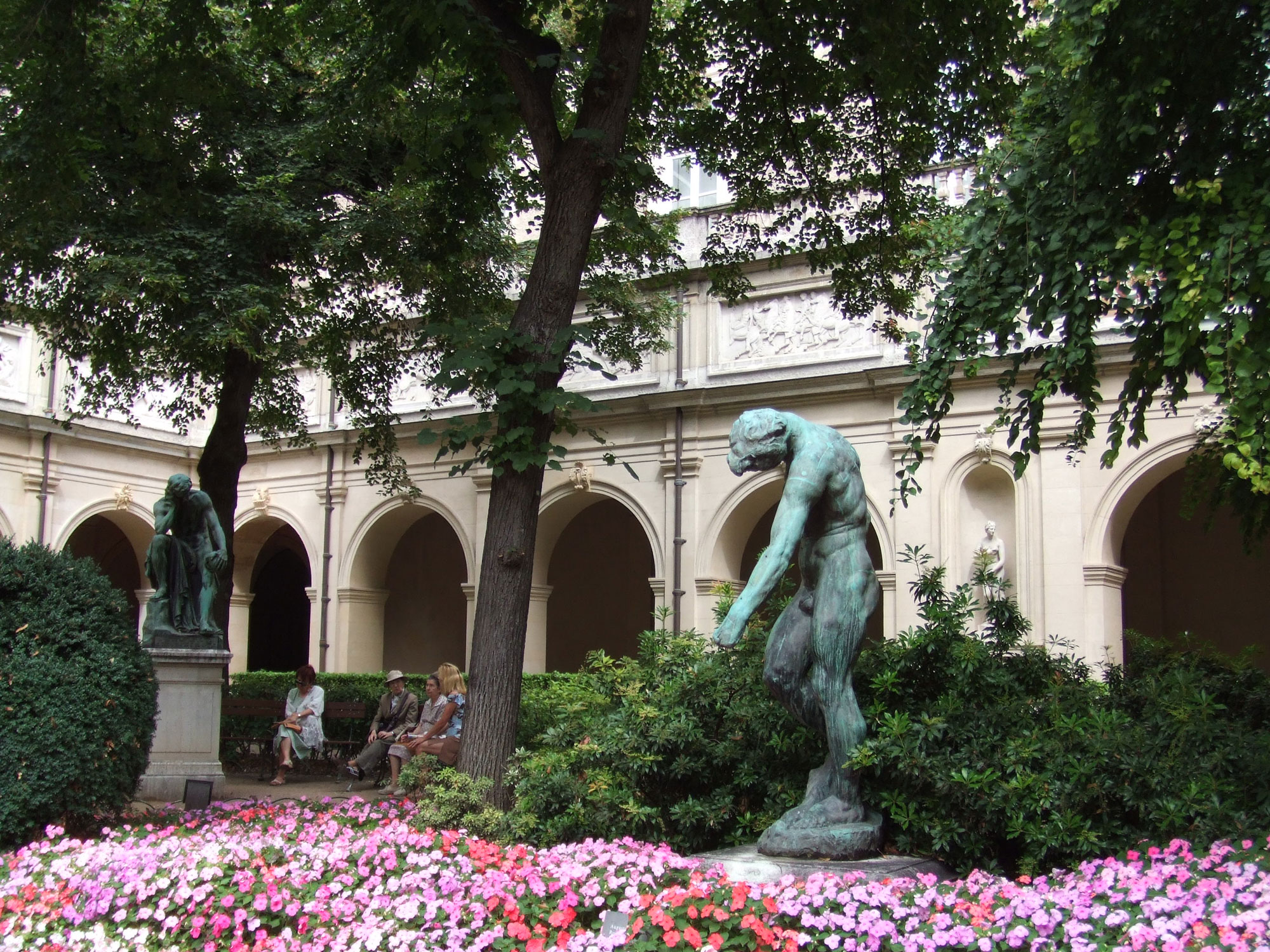
Al primo piano: L'ombra o Adamo di Rodin
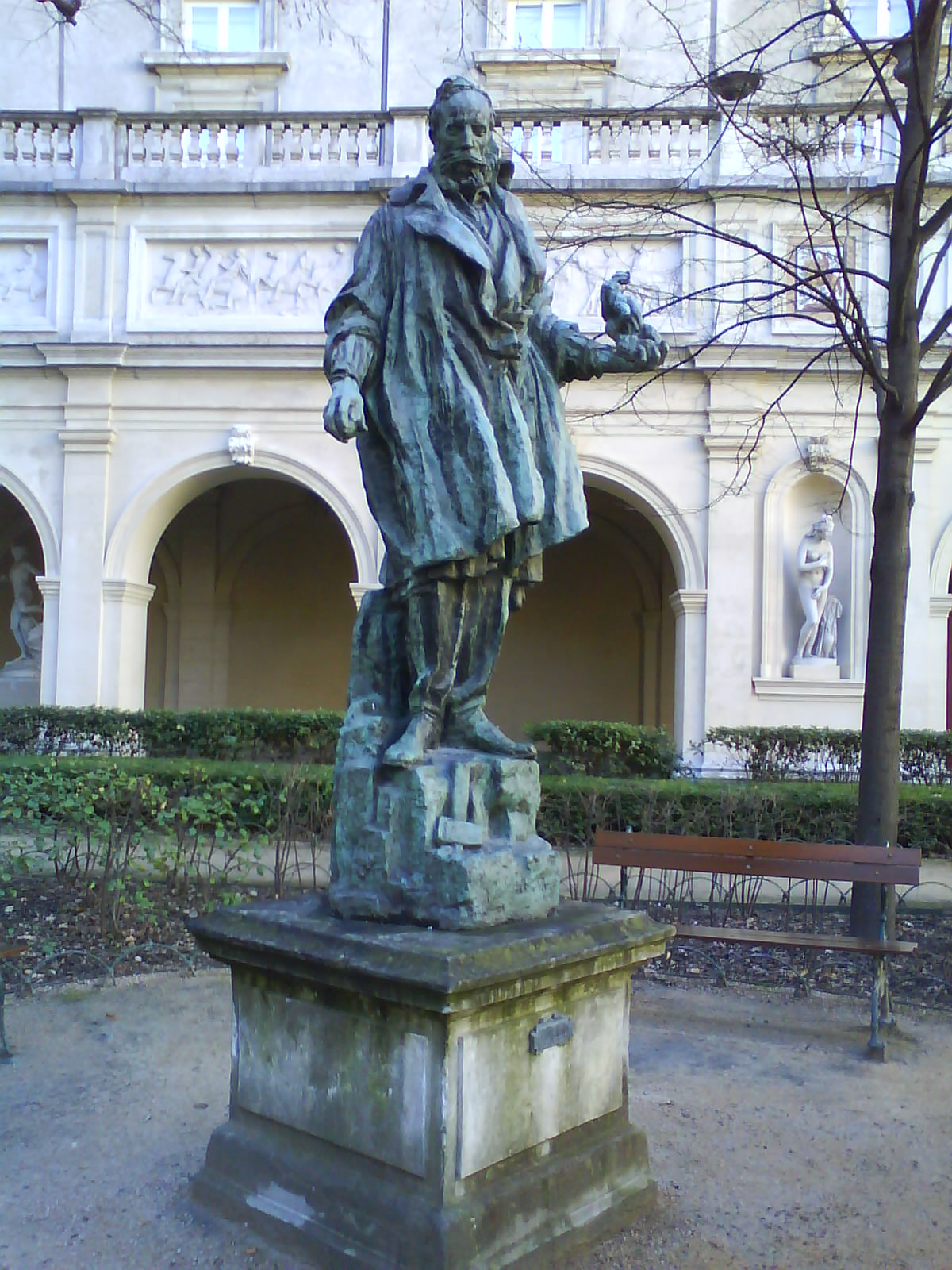
Carpeaux lavorando di Antoine Bourdelle, omaggio a Jean-Baptiste Carpeaux
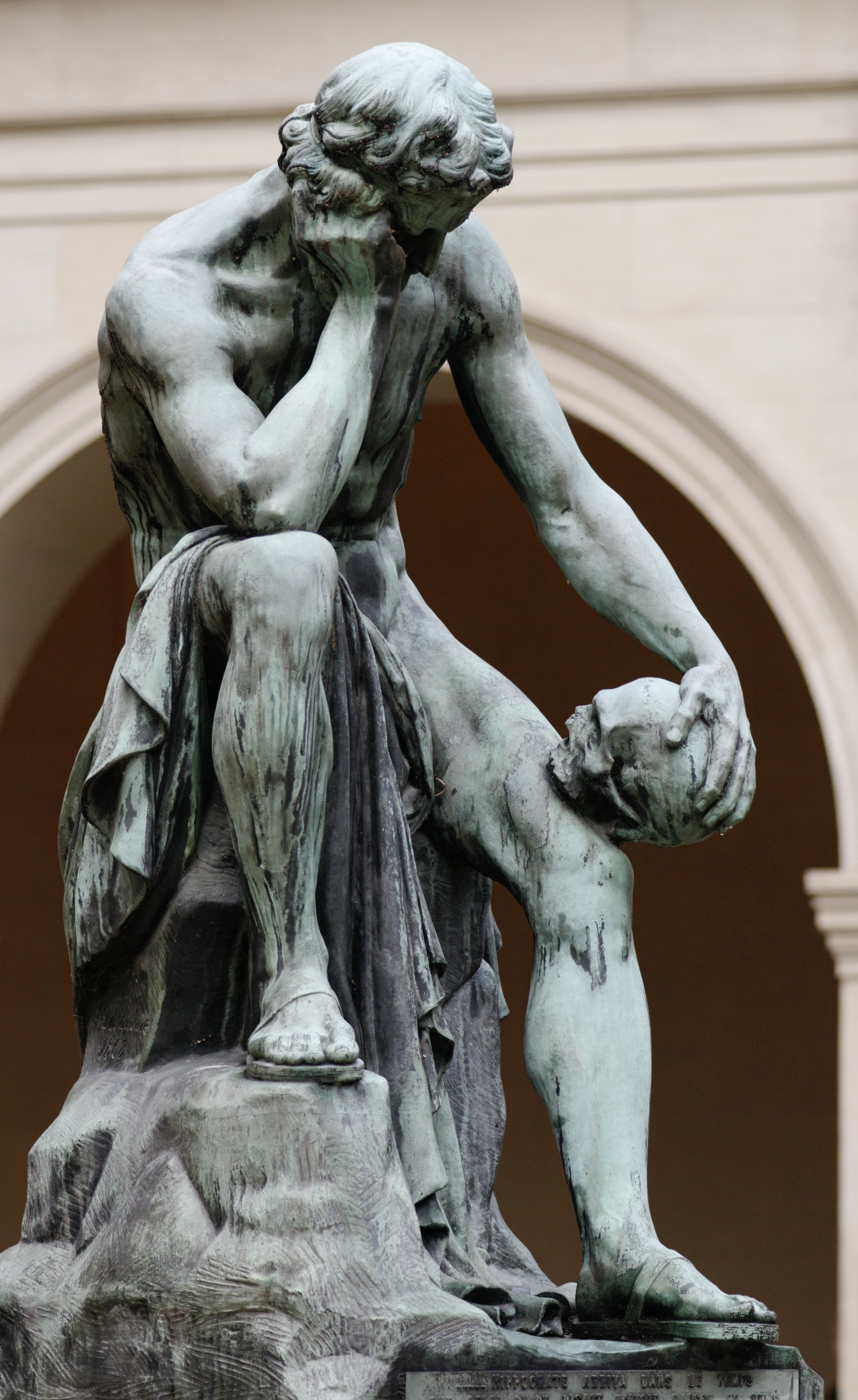
Democrito meditando sul seggio dell'anima di Léon-Alexandre Delhomme
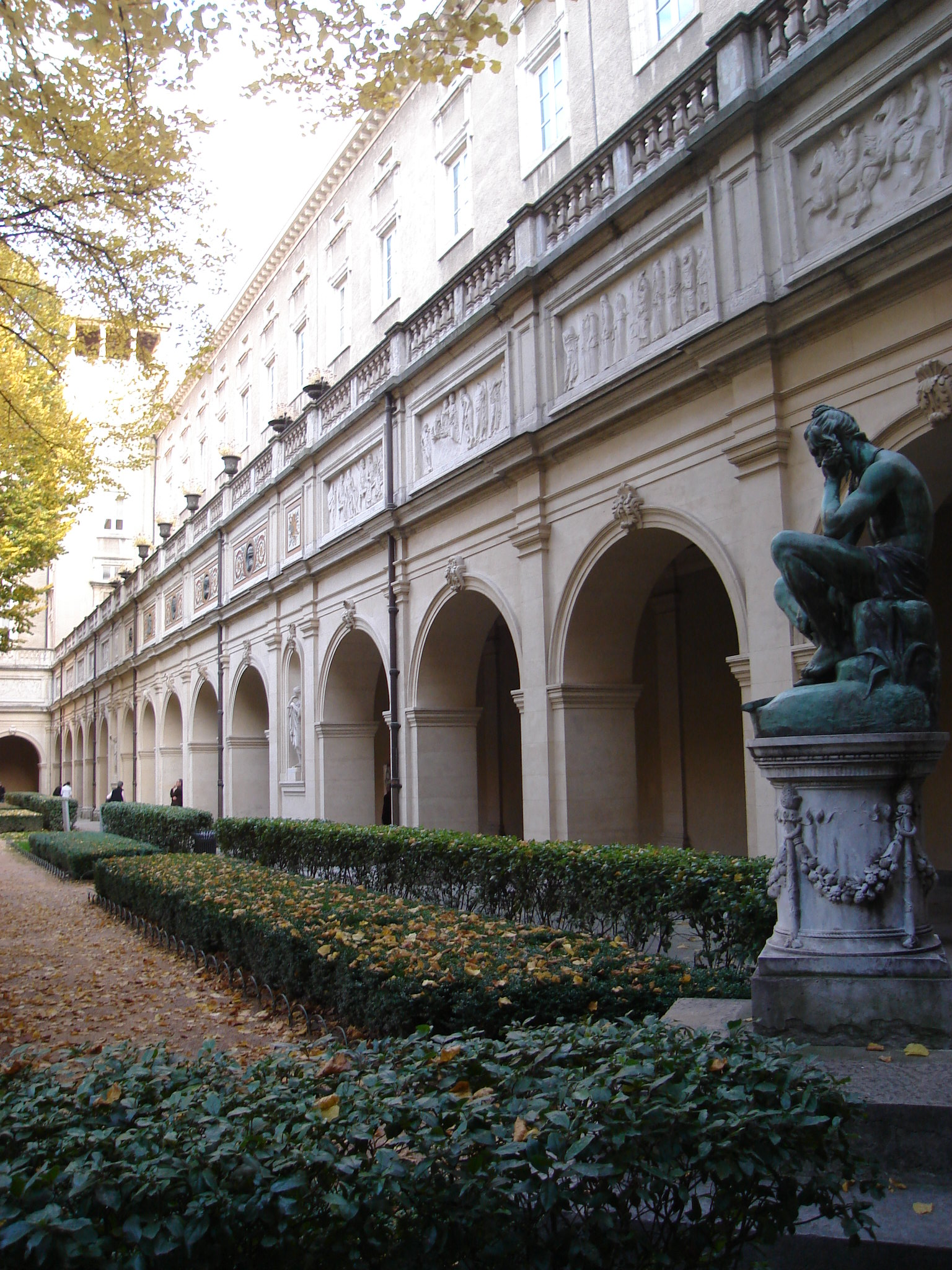
Il giardino

### Arte antica
L'Egitto occupa una grande parte del reparto (il museo possiede 14 000 oggetti egiziani), con numerosi oggetti e opere d'arte esposte in nove sale. In una delle sale si possono vedere le porte dei templi dei faraoni Tolomeo III e Tolomeo IV. Una sala è dedicata all'Oriente antico e quattro altre alla Roma e alla Grecia antiche e agli Etruschi.

### Medaglie e monete
Il "medagliere" del museo è il secondo di Francia in importanza (dopo quello della Biblioteca nazionale di Francia). Possiede circa 50.000 oggetti, principalmente monete, medaglie e sigilli. La sua reputazione è internazionale e ha un posto rilevante nella numismatica mondiale dai primi del XIX secolo alle recenti scoperte del tesoro di place des Terreaux, sepolto verso il 1360, durante la guerra dei cent'anni..

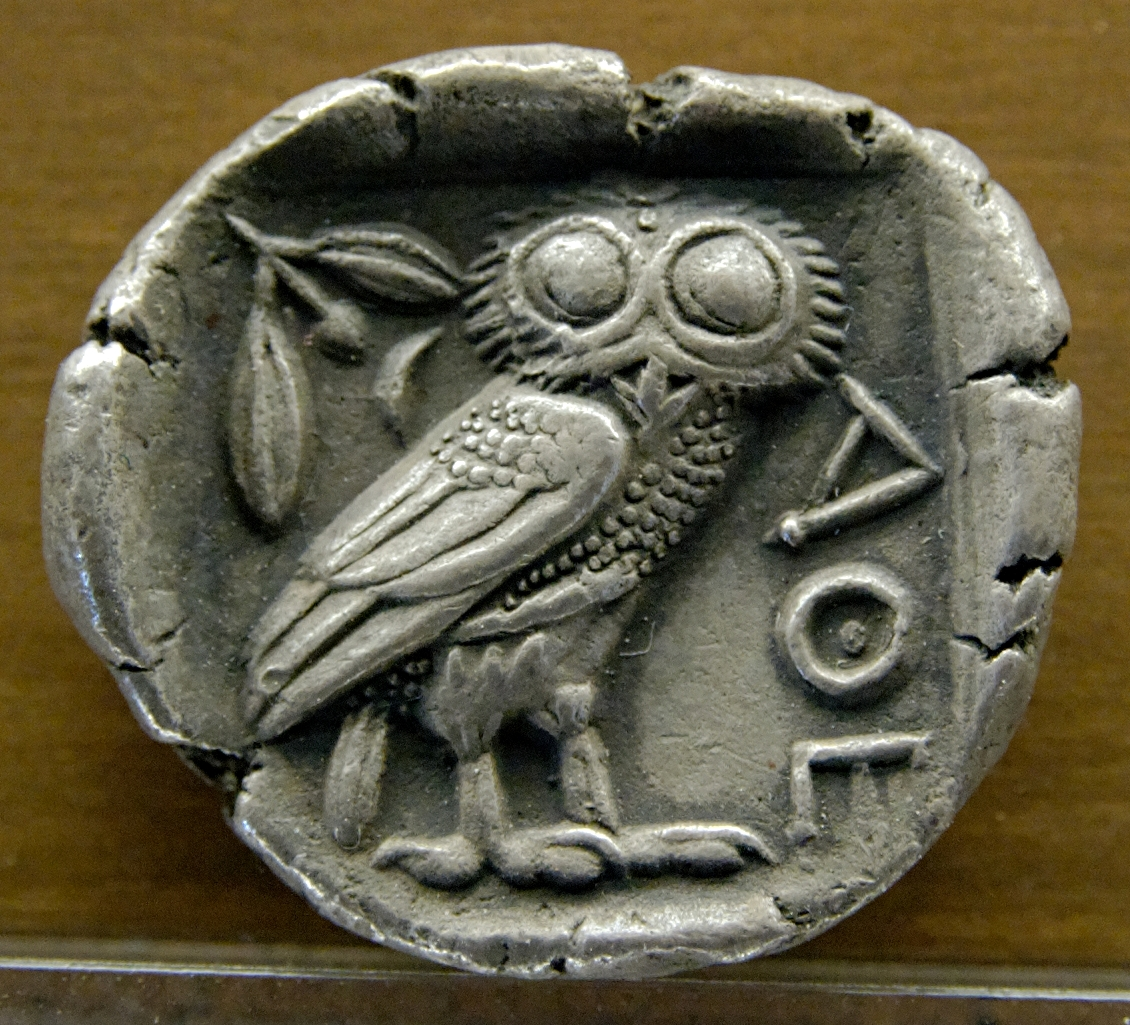
Tetradracma d'Atene, v. 480-420 av. J.-C.
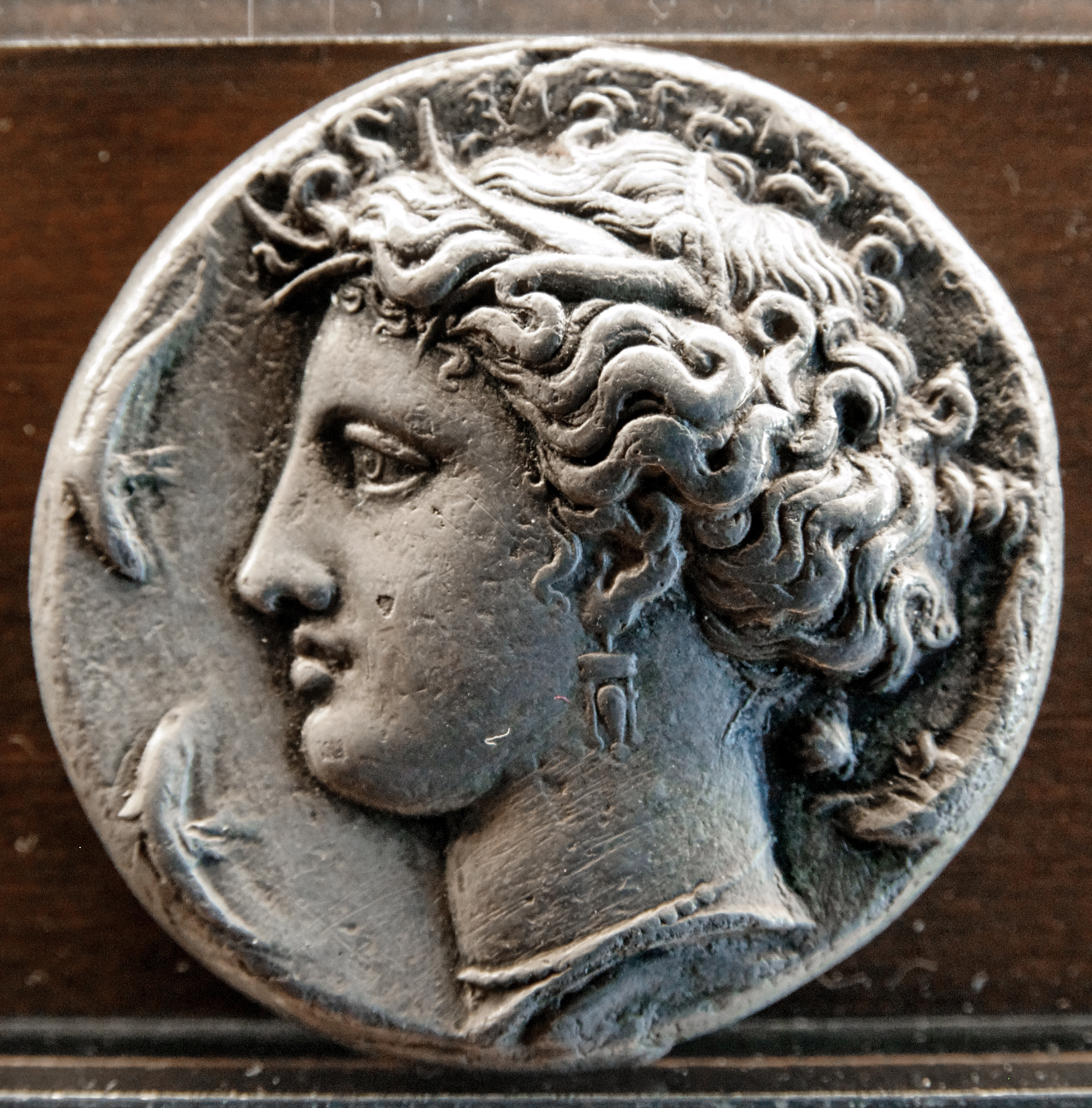
Testa di Aretusa, decadracma di Siracusa, circa 400 av. J.-C.
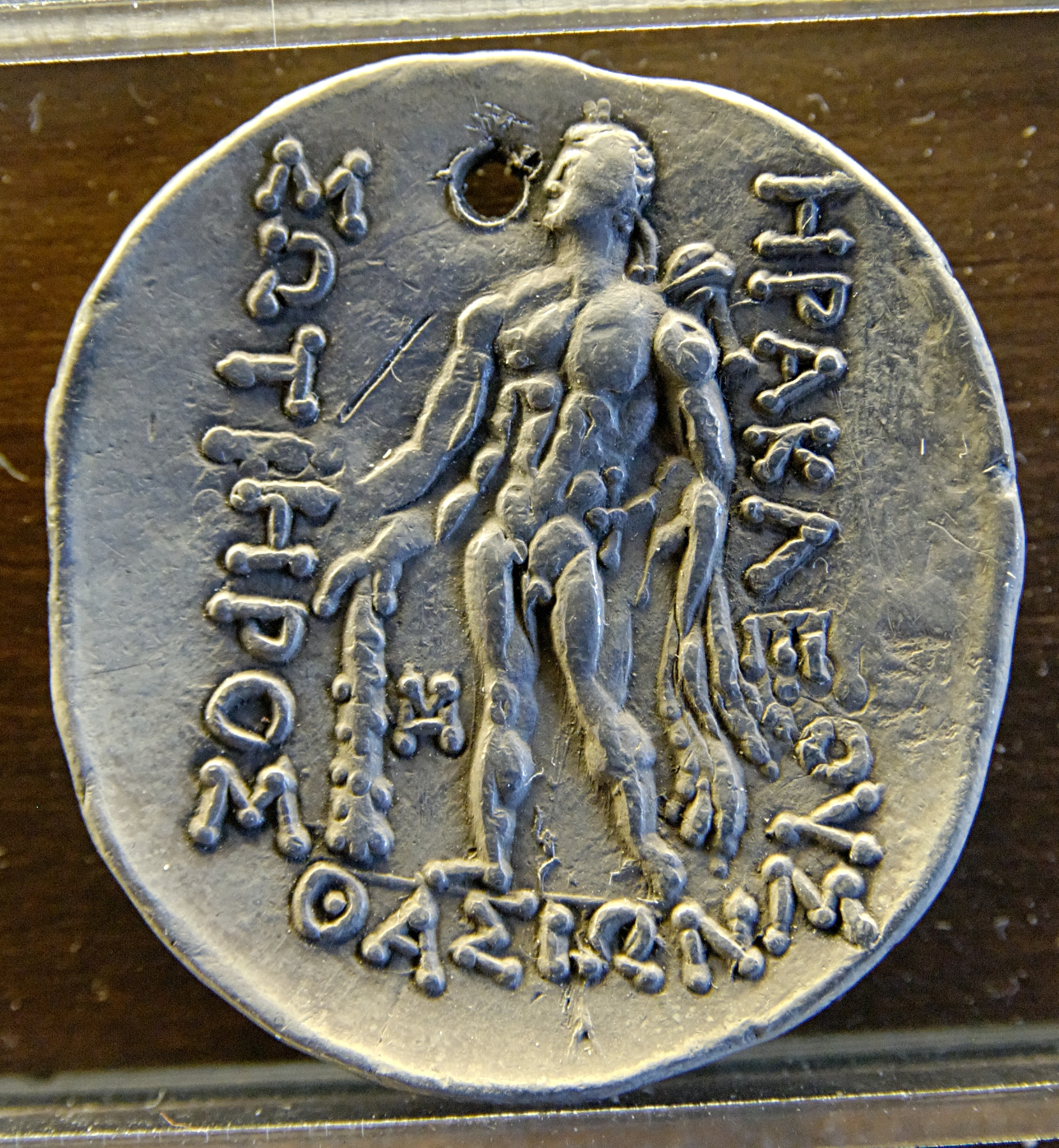
Heracles, tetradracma di Thasos
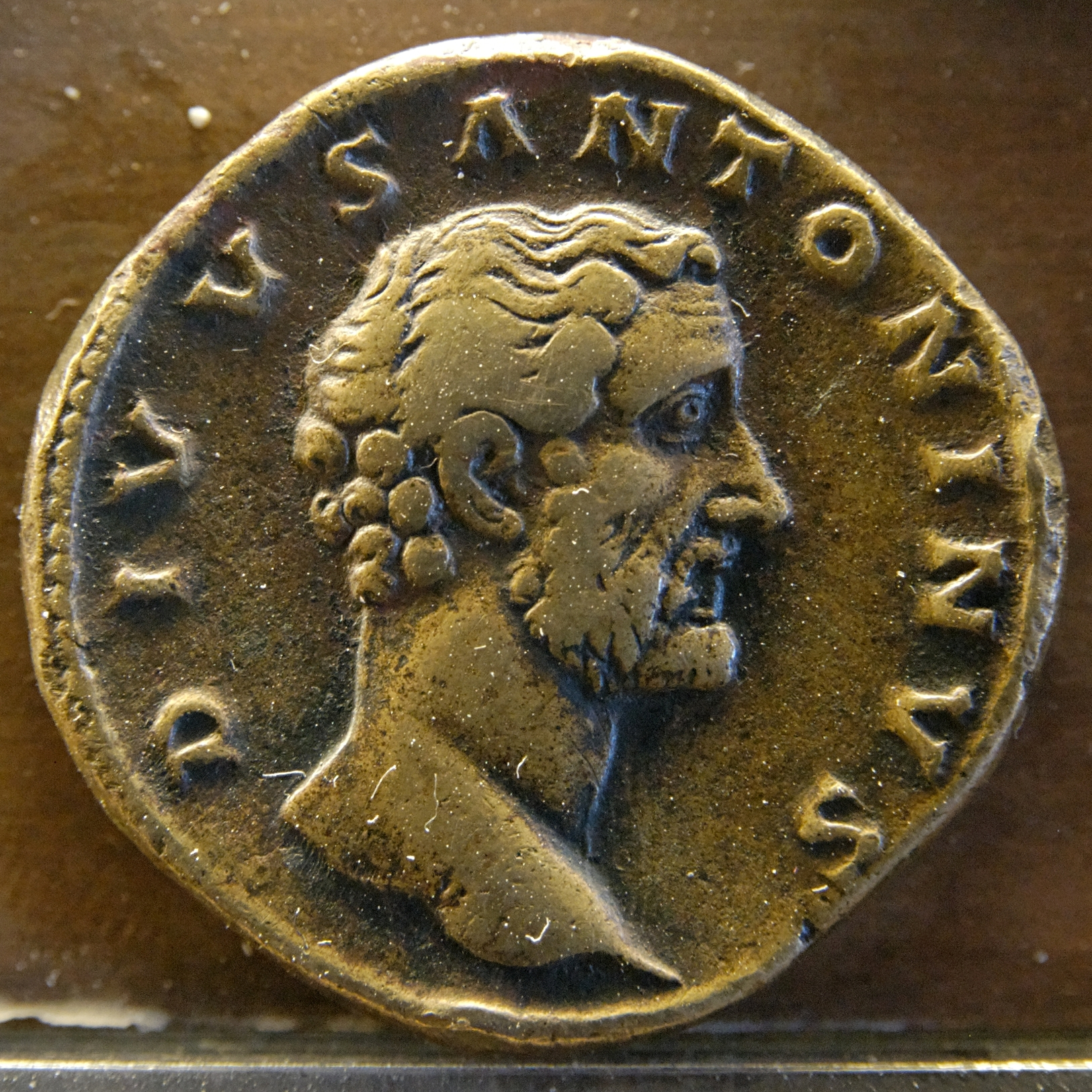
Sesterzio in bronzo di Antonino Pio

### Oggetti d'arte
Il reparto degli oggetti d'arte è ricco di capolavori, dal Medioevo fino al Novecento.

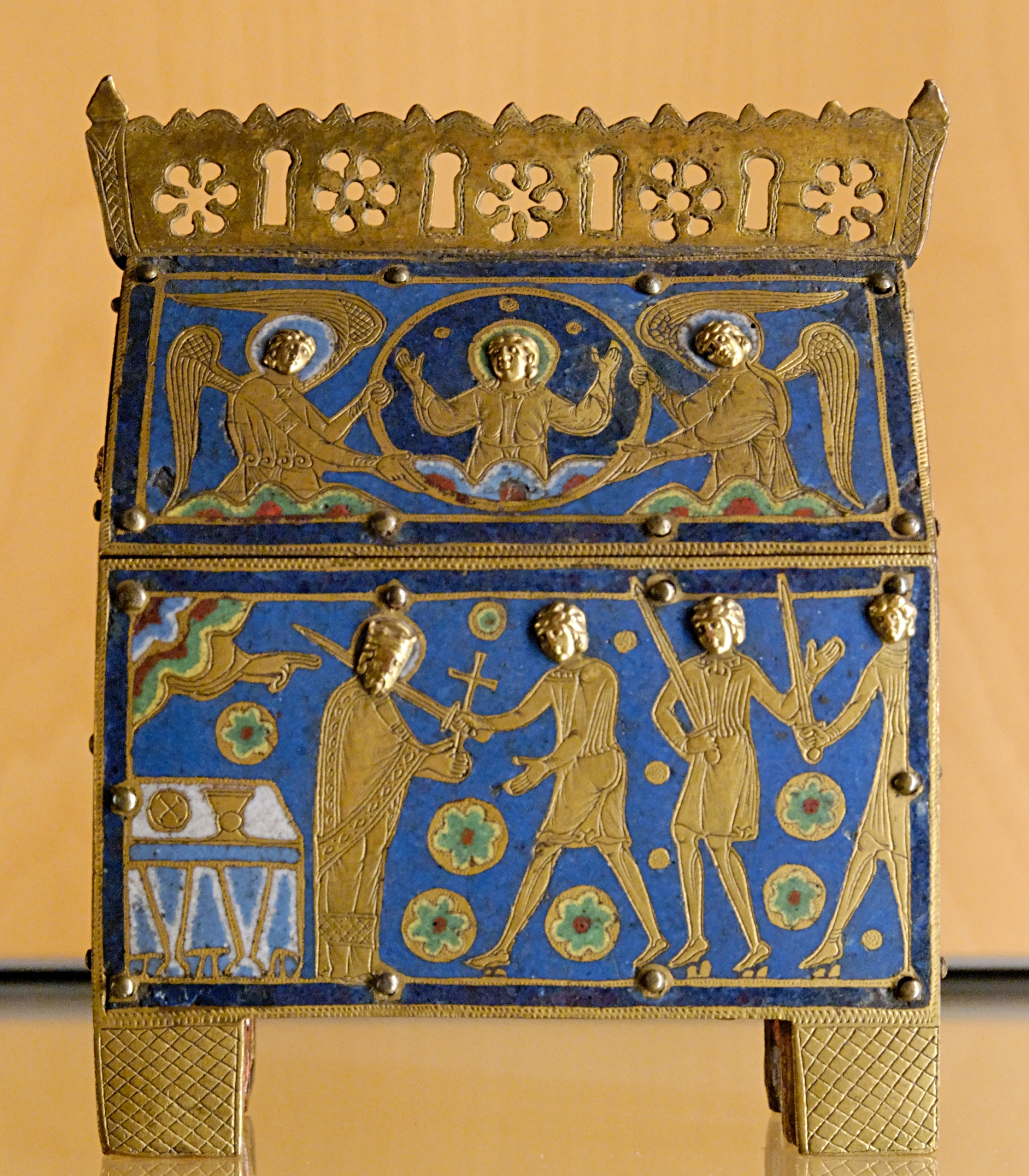
Reliquario di San Thomas Becket, smalto di Limoges, circa 1210
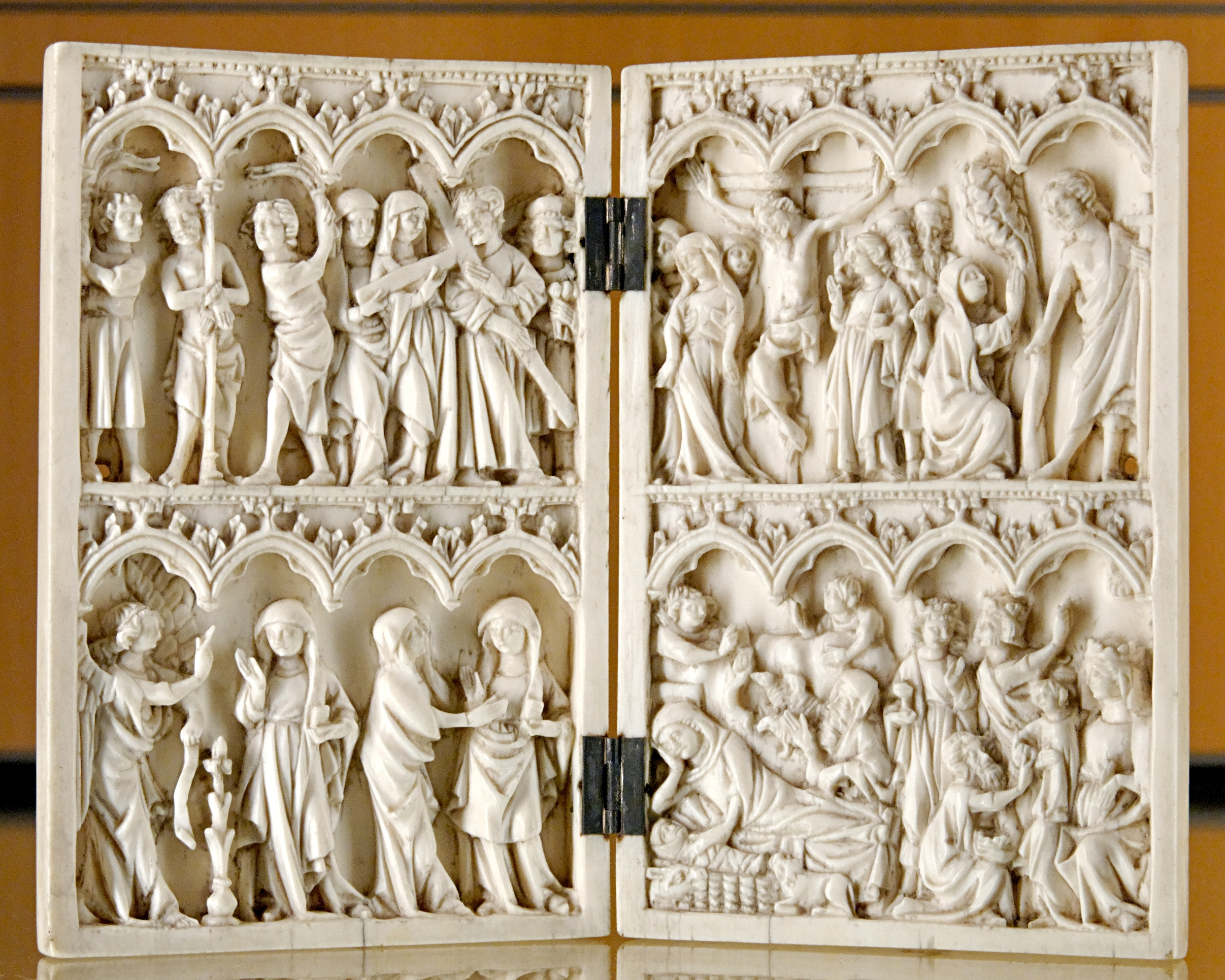
Scene della vita di Cristo, dittico in avorio, XIVe secolo
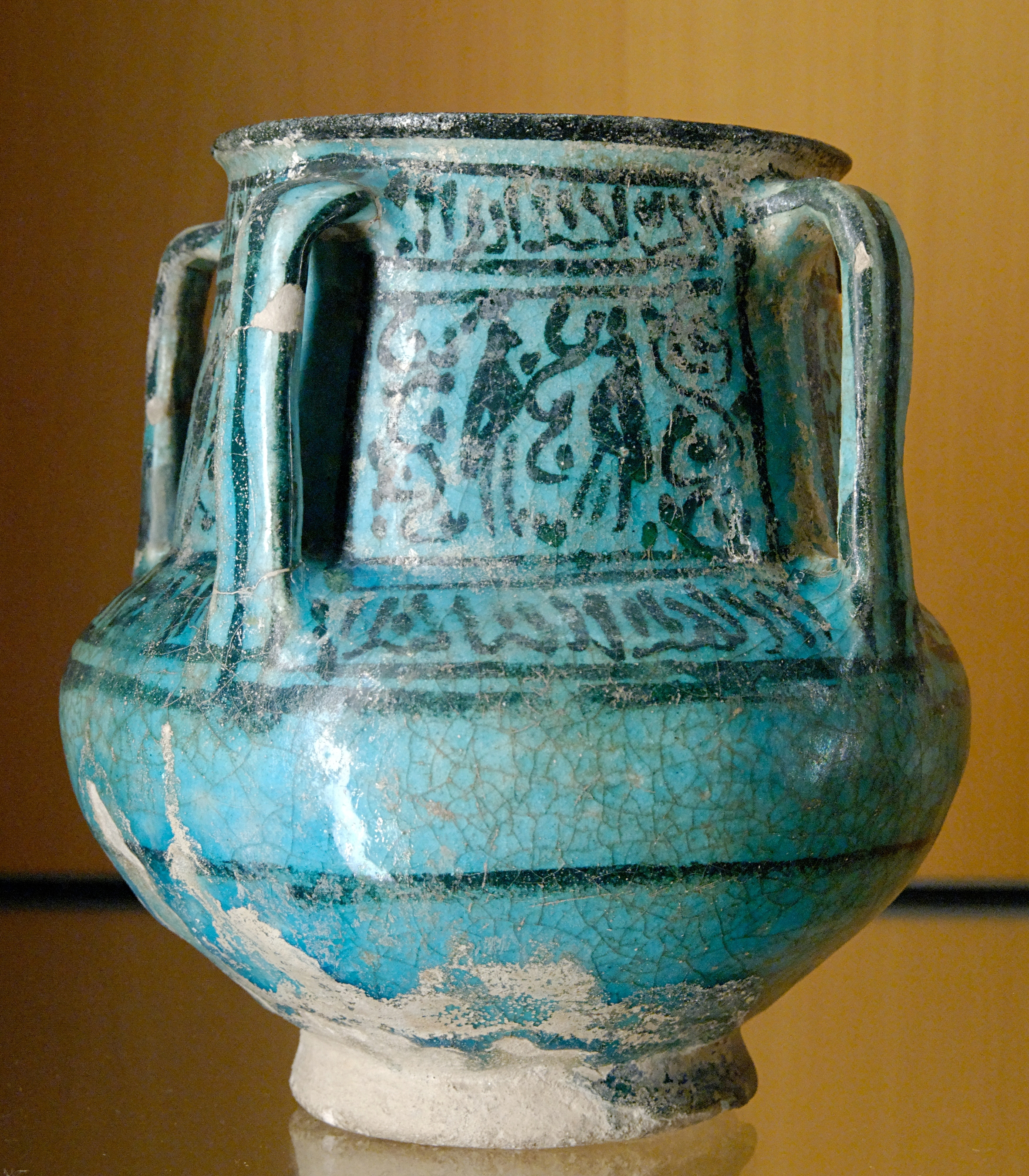
Vaso d'epoca ayyubida
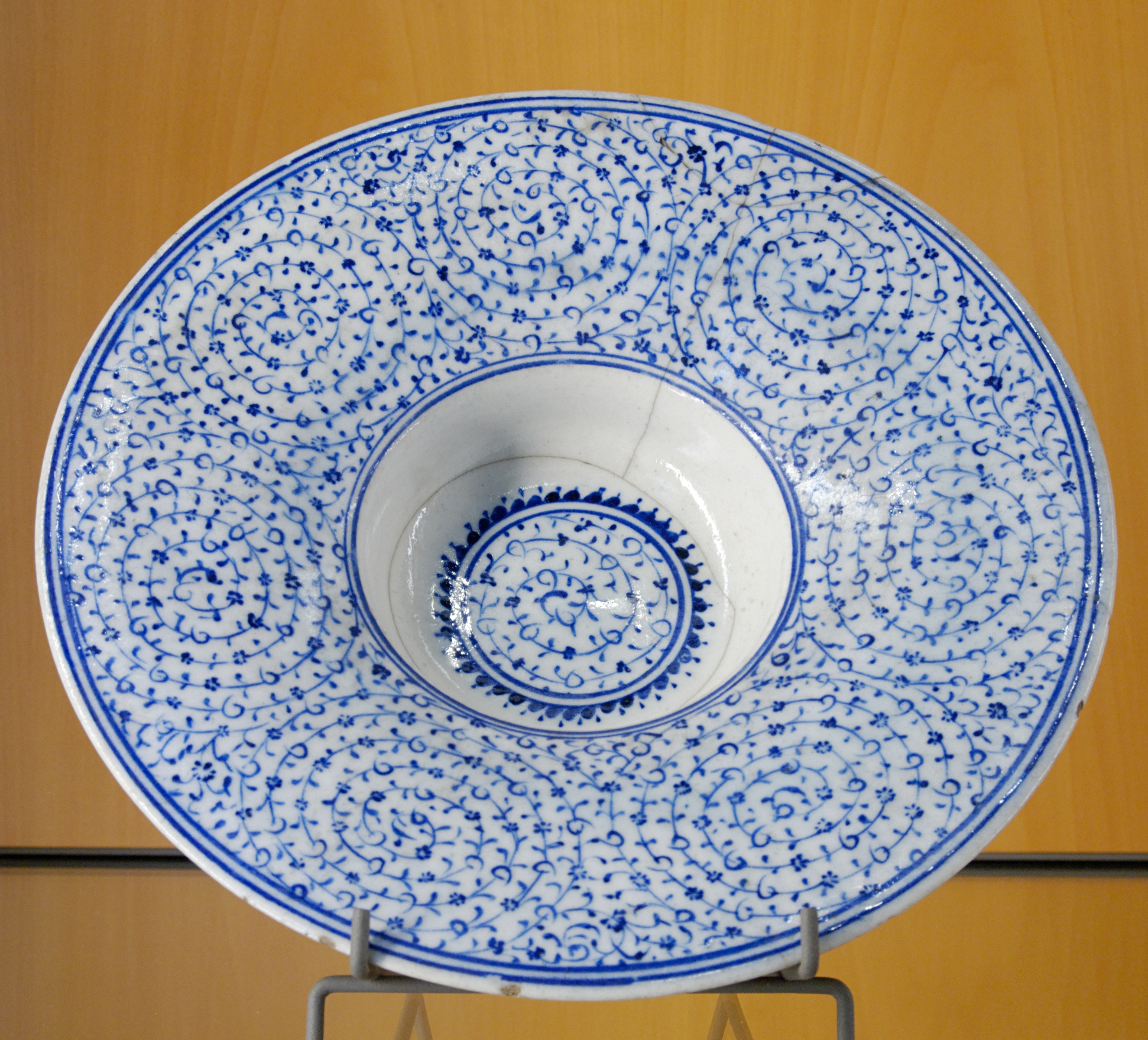
Tondino in ceramica d'Iznik, c. 1530-1540

### Arte grafica

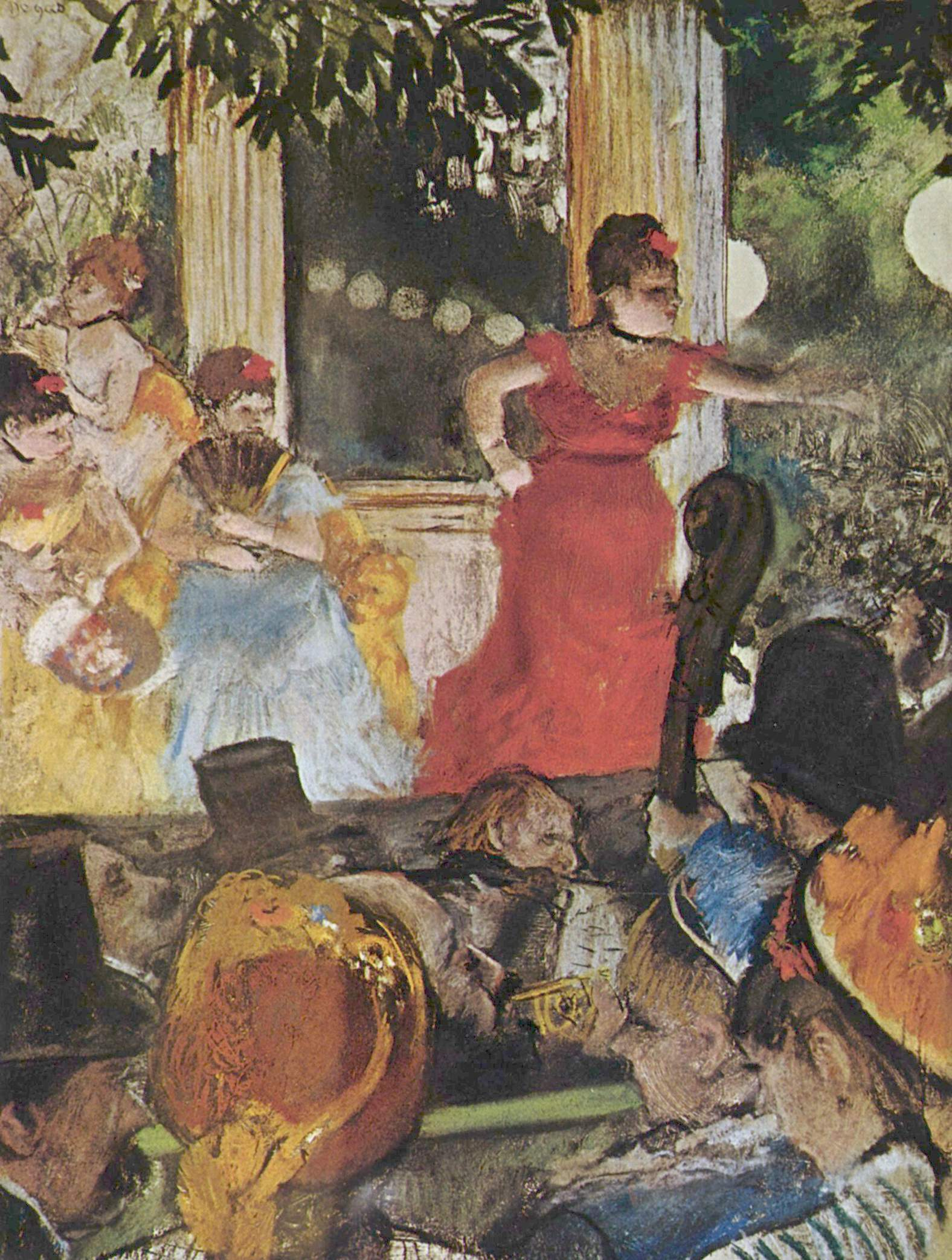
Il caffè-concerto agli Ambassadeurs, pastello di Edgar Degas, 1876-1877.

Il cabinetto d'arte grafica possiede più di 8000 opere tra stampe, disegni (tra cui anche pastelli, acquarelli)... Tra i disegni si ritrovano opere di Filippino Lippi, Albrecht Dürer, Parmigianino, Fra Bartolomeo, Leonetto Cappiello, Nicolas Poussin, Claude Lorrain, Charles Le Brun, François Boucher, Ingres, Théodore Géricault, Eugène Delacroix, Camille Corot, Honoré Daumier, Odilon Redon, Puvis de Chavannes, Edgar Degas, Henri Matisse, Fernand Léger.